# Mortalidade infantil
Mortalidade infantil é o termo que define o óbito de crianças no primeiro ano de vida. Esse número é base para calcular a taxa de mortalidade infantil, referente à relação entre o número de óbitos e do total de crianças nascidas vivas em um mesmo período, e em um determinado local.
É um índice padrão que pode ser utilizado como referência de comparação entre os diferentes países ou regiões do globo. O padrão do índice é expresso utilizando o número de óbitos de crianças com menos de um ano, a cada mil nascidos vivos.
O Fundo das Nações Unidas para a infância (UNICEF) mantém uma ordenação dos países por taxa de mortalidade, utilizando um conceito chamado Under 5 mortality rate ou U5MR definido pela OMS como a probabilidade de uma criança morrer até aos cinco anos de idade, por mil crianças nascidas vivas.
Ainda de acordo com a UNICEF, dessa vez sobre os dados extraídos da U5MR ao redor do mundo, foram observados progressos no combate à mortalidade infantil ao longo das últimas décadas quando o número de mortes do índice foram reduzidas a mais da metade entre 1990 e 2019. Enquanto em 1990 a média mundial do óbito entre crianças antes dos cinco anos era de 93 a cada 1 000 nascidas vivas, em 2019 a média passou para 38 a cada 1 000. Uma redução de 59%.
Apesar do aumento da taxa de sobrevivência infantil observado nas últimas décadas, é estimado que 5.2 milhões de crianças com menos de cinco anos morreram no ano de 2019. Mais da metade desses óbitos ocorreram na região da África Subsariana.
| País                | Crianças e bebês de até 5 anos | Crianças e bebês de até 5 anos | Bebês de até 12 meses | Bebês de até 12 meses |
| País                | (em 1990)                      | (em 2018)                      | (em 1990)             | (em 2018)             |
| ------------------- | ------------------------------ | ------------------------------ | --------------------- | --------------------- |
| Angola              | 132                            | 52                             | 54                    | 28                    |
| Brasil              | 53                             | 13                             | 25                    | 8                     |
| Cabo Verde          | 47                             | 17                             | 25                    | 12                    |
| Guiné-Bissau        | 132                            | 54                             | 64                    | 37                    |
| Moçambique          | 161                            | 54                             | 60                    | 28                    |
| Portugal            | 12                             | 3                              | 7                     | 2                     |
| São Tomé e Príncipe | 69                             | 24                             | 26                    | 14                    |
| Timor-Leste         | 131                            | 39                             | 55                    | 20                    |

Fonte: UNICEF